# Fruktowy
Fruktowy (biał. Фруктовы; ros. Фруктовый) – osiedle na Białorusi, w obwodzie brzeskim, w rejonie kobryńskim, w sielsowiecie Batcze. Od wschodu graniczy z Kobryniem.
Osiedle powstało po II wojnie światowej. Wcześniej te tereny należały do folwarku Patryki.